# Bombala kistérség (Új-Dél-Wales)

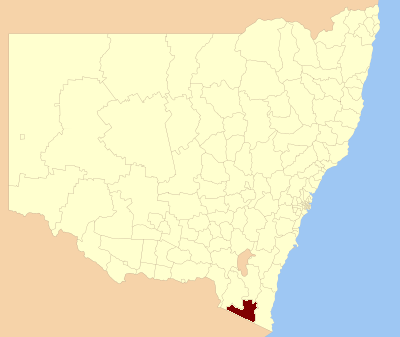
Bombala kistérség fekvése Új-Dél-Wales államban

Bombala kistérség (angolul Bombala Shire) Ausztráliában, Új-Dél-Wales szövetségi állam délkeleti részén, Monaro régióban található. Területe 3945 km², székhelye Bombala. Bombalán kívül a kistérségben találhatók még Bibbenluke, Cathcart és Delegate települések is.

## Önkormányzati felépítés
Bombala kistérség önkormányzatába kilenc darab tanácstagot választanak. A polgármestert nem közvetlen választás útján választják. A tanács jelenlegi összetétele a következő:
| párt      | tanácstagok |
| --------- | ----------- |
| Független | 9 fő        |
| Összesen: | 9 fő        |

## Külső hivatkozások
- Snowy Monaro régió honlapja (angolul)